# Przemysław Sytek
Przemysław Wojciech Sytek (ur. 25 marca 1959 w Poznaniu) – polski polityk, przedsiębiorca, poseł na Sejm I kadencji.

## Życiorys
Ukończył w 1983 studia na Wydziale Maszyn Roboczych i Pojazdów Politechniki Poznańskiej. W latach 1991–1993 sprawował mandat posła na Sejm I kadencji, wybranego w Kaliszu z listy Konfederacji Polski Niepodległej. Później kilkakrotnie bezskutecznie kandydował do parlamentu. W lutym 2001 został przewodniczącym partii Konfederacja Polski Niepodległej – Obóz Patriotyczny (pełnił tę funkcję do 2005, a partia została wyrejestrowana w 2007). Zajął się też prowadzeniem własnej działalności gospodarczej.
W 2004 kandydował do Parlamentu Europejskiego z listy Konfederacji Ruch Obrony Bezrobotnych. W 2006 z rekomendacji Prawa i Sprawiedliwości bez powodzenia ubiegał się o stanowisko wójta gminy Czerwonak. W 2009 został pełnomocnikiem okręgowym nowej partii – Naprzód Polsko (istniejącej do 2010). W 2014 ubiegał się o mandat radnego sejmiku wielkopolskiego z ramienia KWW Wspólnota Patriotyzm Solidarność oraz o stanowisko burmistrza miasta Obrzycko z ramienia KWW Mała Wspólna Ojczyzna (zajął ostatnie, 3. miejsce). W 2015 znalazł się na liście partii KORWiN w wyborach do Sejmu, w 2018 na liście PiS do rady miejskiej w Poznaniu. W 2020 został przewodniczącym struktur Zjednoczenia Chrześcijańskich Rodzin w okręgu poznańskim. W 2024 ponownie wystartował w wyborach do poznańskiej rady miejskiej.

## Odznaczenia
W 2022 został odznaczony Krzyżem Kawalerskim Orderu Odrodzenia Polski.